# Bonded by Blood (groupe)
Pour les articles homonymes, voir Bonded by Blood.
Bonded by Blood est un groupe de thrash metal américain, originaire de Pomona, en Californie, et formé en 2005. Les membres du groupe choisissent le nom de Bonded by Blood en référence au premier album du groupe de thrash metal Exodus, Bonded by Blood, sorti en 1985.

## Biographie
Le groupe est formé en 2005 à Pomona, en Californie. Chacun des membres se rencontrent grâce à des amis en commun. L'idée de former un groupe vient du chanteur Jose Barrales, qui a des antécédents punk hardcore et crossover thrash, influencé par des groupes comme The Blackheads, Cryptic Slaughter, D.R.I. et Black Flag. Il apprécie également le heavy metal, mais ce n'est pas avant qu'un ami lui recommande Exodus que Barrales se met au thrash metal. Le premier album d'Exodus, Bonded by Blood, influencera profondément Barrales.
Vers 2006, le groupe attire l'intérêt de quelques labels indépendants, mais refuse de s'y associer avant d'être prêt. Après plusieurs concerts et quelques chansons, ils enregistrent l'EP Extinguish the Weak en août 2007. Comme pour beaucoup de ses contemporains, Bonded by Blood publie l'EP sur MySpace, et attire l'intérêt d'Earache Records, qui signe le groupe en septembre 2007. En fin octobre, Bonded by Blood devient l'un des soutiens d'Exodus à sa tournée mexicaine en trois dates.
Bonded by Blood commence l'enregistrement de son premier album studio, Feed the Beast, en janvier 2008 aux J Street studios à Sacramento, en Californie, avec le producteur Michael Rosen. À première vue, les sessions se passent bien, mais une fois terminées Rosen began manipule les chansons à tel point qu'elles conviennent pas aux autres membres. Le groupe décide de réenregistrer l'album au même studio dans lequel a été enregistré l'EP Extinguish the Weak. Earache publie Feed the Beast le 9 mai 2008 au Royaume-Uni, et le 24 juin aux États-Unis. Bonded by Blood soutient l'album avec la tournée Thrashing Like a Maniac. Ils tournent aux États-Unis entre juin et juillet avec Fueled by Fire et Merciless Death et en Europe entre septembre et octobre avec Gama Bomb en tête d'affiche.
Le 8 octobre 2011, ils accueillent Jessie Sanchez (ex-Holy Grail) comme nouveau bassiste.

## Membres

### Membres actuels
- Carlos Regalado – batterie (depuis 2005)
- Juan Juarez – guitare (depuis 2006)
- Mauro Gonzales – chant (depuis 2010)
- Jessie Sanchez - basse (depuis 2011)

### Anciens membres
- Alex Lee – guitare (2005–2011)
- Jose « Aladdin » Barrales – chant (2005–2010)
- Ruben Dominguez – basse (2005–2009)
- Jerry Garcia – basse (2009–2011)

## Discographie
- 2006 : Four Pints of Blood (démo)
- 2007 : Extinguish the Weak (EP)
- 2008 : Feed the Beast
- 2010 : Exiled to Earth
- 2012 : The Aftermath